# ميدنس غرين (باركشير)
ميدنس غرين (بالإنجليزية: Maidens Green)‏ هي قرية تقع في المملكة المتحدة في جنوب شرق إنجلترا.